# Производство кукурузы в КНДР

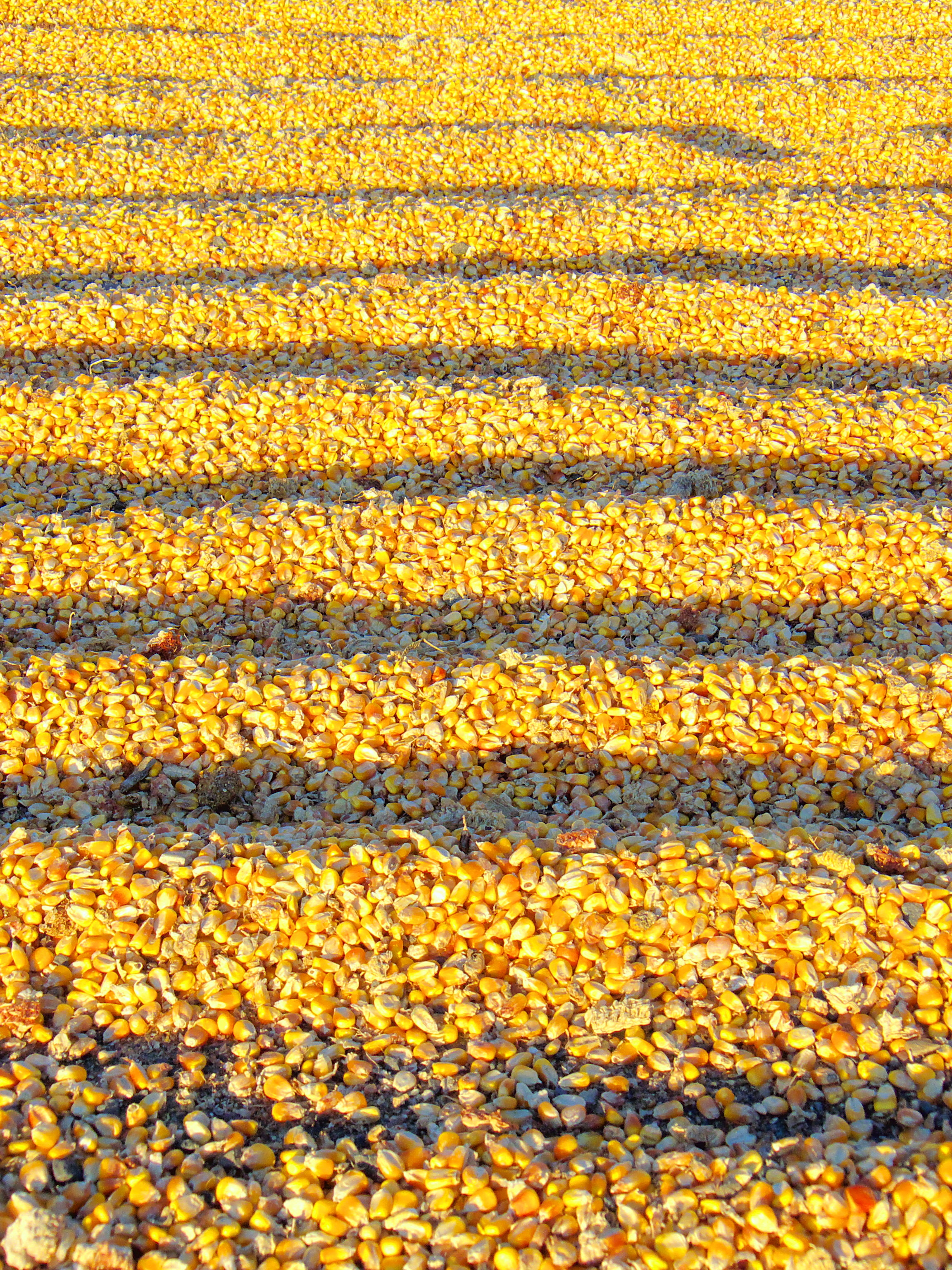
Сушка кукурузных зёрен в районе Пхеньяна (26 сентября 2008)

Производство кукурузы в КНДР — одна из отраслей сельского хозяйства Корейской-Народно-Демократической Республики.

## История
Исторически, основой сельского хозяйства страны является растениеводство, а главной пищевой культурой является рис.
В начале XX века основными пищевыми культурами являлись рис, бобы и в значительно меньшей степени — пшеница (которую возделывали в северных районах). Во время русско-японской войны 1904—1905 гг. Корейский полуостров был оккупирован японскими войсками. После подписания 22 августа 1910 года договора о присоединении Кореи к Японии на территории полуострова началось создание органов японской колониальной администрации.
Японские земельные компании (крупнейшей из которых было созданное в 1908 году «Восточно-колонизационное общество») начали захват земель у корейских крестьян, в результате количество безземельных крестьянских семейств стало увеличиваться.
В 1911—1912 гг. японские власти провели ряд преобразований в области сельского хозяйства. В 1912 году был издан «Приказ об обследовании земель», по которому все пахотные земли подлежали переучёту. В 1912—1918 гг. была проведена земельная перепись, закрепившая за крупными землевладельцами часть крестьянских земель.
В целом, до окончания второй мировой войны в сентябре 1945 года Корея являлась частью Японской империи и развитие её сельского хозяйства определялось японскими властями.
В районе города Сейсин кукурузные поля были уже в 1945 году.

### После 1945 года
Современная структура сельского хозяйства начала формироваться в 1946—1949 гг., после образования КНДР и демаркации линии государственной границы по 38-й параллели.
31 января 1946 года был создан Крестьянский союз Северной Кореи, который начал пропаганду передовых агротехнических методов обработки земли и подготовку агрономов и зоотехнических кадров для сельского хозяйства.
5 марта 1946 года Временный Народный Комитет Северной Кореи принял закон о земельной реформе. Кроме того, было создано общество сельскохозяйственных наук и лесоводства, занимавшееся прикладными научными исследованиями в области сельского хозяйства.
Сложный рельеф (около 80 % территории страны занимают горы) и каменистые почвы затрудняют ведение сельского хозяйства.
В 1946—1949 годы сбор кукурузы составлял в среднем около 264 тыс. тонн в год.
Боевые действия Корейской войны 1950—1953 гг. нанесли значительный ущерб сельскому хозяйству, в первые послевоенные годы площадь обрабатываемых земель сократилась из-за необходимости разминирования местности от минно-взрывных устройств и неразорвавшихся боеприпасов, восстановления террас и дамб заливных рисовых полей, очистки и рекультивации пахотных земель. Для предотвращения эрозии почв, снижения риска оползней и лавин были предприняты меры по рационализации лесоразработок и лесонасаждению.
В 1950-е годы в стране началось строительство ирригационных систем с целью увеличения производства зерна (в первую очередь — риса и кукурузы) и борьбы с засухами. Были созданы машинно-тракторные станции. В 1953—1956 годы сбор кукурузы составлял в среднем около 413 тыс. тонн в год.
Поскольку восстановление плодовых деревьев требовало времени, во второй половине 1950-х годов сельское хозяйство КНДР имело ярко выраженное земледельческое направление с зерновой специализацией. В 1956 году под зерновыми культурами было занято около 90 % посевных площадей, главными зерновыми культурами в это время являлись рис (20,4 % площади), кукуруза и соевые бобы, также выращивались чумиза, гаолян, пшеница, овощи и технические культуры.
В 1957—1960 годы сбор кукурузы составлял в среднем около 1045 тыс. тонн в год. В 1957 году КНДР впервые экспортировала кукурузный крахмал.
В 1961 году площади под кукурузой были увеличены на 151 тыс. чонбо.
В 1960-е годы увеличилось значение садоводства и овощеводства. В 1970—1971 гг. пахотные земли составляли 16 % территории страны, основной сельскохозяйственной культурой оставался рис (под которым было занято свыше трети всех пахотных площадей), следующими по значимости культурами являлись соевые бобы, кукуруза, пшеница, ячмень и картофель. В 1972 году сбор кукурузы составил 1,2 млн тонн.
В 1975 году средняя урожайность риса в стране составляла 60 центнеров с гектара, средняя урожайность кукурузы – 50 центнеров с гектара.
В 1982—1983 годы была достигнута рекордная урожайность кукурузы (65 центнеров с гектара).
В 1984—1985 гг. кукуруза составляла 26 % сбора зерновых.
В результате выполнения программ мелиорации, террасирования горных склонов и осушения отдельных участков морского побережья к концу 1980х гг. площадь сельскохозяйственных земель была увеличена. В 1989 году общая площадь земель сельскохозяйственного назначения составляла 18 % территории страны. Однако несмотря на повышение значения плодоводства и овощеводства, основными пищевыми культурами по-прежнему оставались зерновые (рис и кукуруза) и соевые бобы.
После распада СССР в 1991 году положение КНДР осложнилось. С середины 1990-х годов резко сократились использование сельскохозяйственной техники и объёмы вносимых удобрений; к началу XXI века почти все сельскохозяйственные работы велись вручную.
Несмотря на продолжение диверсификации сельского хозяйства в 1990-е и 2000-е годы (в частности, увеличение объёмов выращивания картофеля), кукуруза осталась второй по значению пищевой культурой после риса. В 2007 году сбор кукурузы составил 1,6 млн тонн.
В июне 2013 года стало известно о намерении КНДР выращивать кукурузу на взятом в аренду участке в Дальнереченском районе Приморского края РФ (где планируется создать совместное сельскохозяйственное предприятие).
Продолжительная засуха с апреля по июнь 2017 года осложнила ситуацию в сельском хозяйстве КНДР (пострадали посевы риса, кукурузы, картофеля и сои).

## Современное состояние

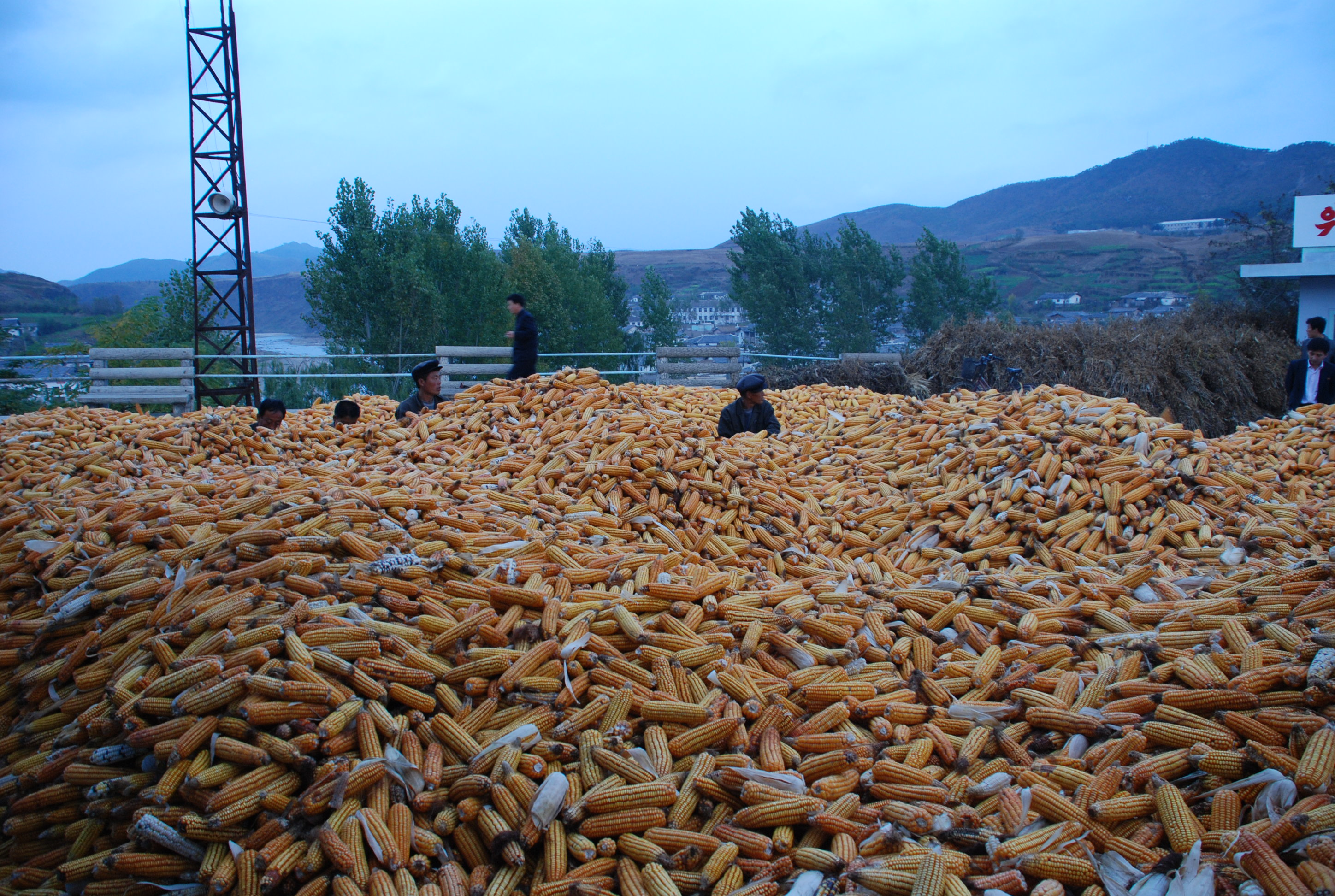
сбор урожая кукурузы в провинции Хванхэ-Пукто (24 октября 2012)

Распространение выращивания кукурузы в КНДР связано с условиями рельефа страны. В отличие от выращивания риса (которое производится на заливных полях - и на горных склонах требует строительства террас), для кукурузы можно использовать наклонные поля на склонах гор. Отличительной особенностью выращивания кукурузы в КНДР (характерной именно для КНДР) является посадка кукурузы на поля в виде заранее выращенной из семян рассады.
В самых южных уездах КНДР климатические условия позволяют собирать два урожая в год - сначала, в марте участки засеивают ранним яровым ячменем, а в дальнейшем, на этих же участках высаживают кукурузу, гаолян, сою, бобы или овощи (которые успевают созреть до первых осенних заморозков). 
Во второй половине XX века кукуруза заняла второе место в зерновом балансе страны. Она выращивается на суходольных землях, входит в ряд блюд современной кухни (блины и лепёшки из кукурузной муки), а также используется для выработки сахара, крахмала, спирта и других пищевых продуктов.
Предприятиями пищевой промышленности КНДР выпускаются кукурузное масло, кукурузная мука, кукурузная крупа, хлеб из кукурузной муки, печенье с добавлением кукурузной муки, которые предлагаются на экспорт.
Пхеньянская зерноперерабатывающая фабрика (специализирующаяся на переработке кукурузы) производит из кукурузы глюкозу, которая используется в фармацевтической промышленности для изготовления лекарств.